# Einar Sörensen
Einar Folke Sörensen (ur. 26 czerwca 1875 w Sztokholmie, zm. 23 września 1941 tamże) – szermierz, szpadzista reprezentujący Szwecję, uczestnik letnich igrzysk olimpijskich w Sztokholmie w 1912 roku.